# Amanda Beard
Amanda Ray Beard (Newport Beach, 29 oktober 1981) is een Amerikaanse voormalige zwemster die was gespecialiseerd in de schoolslag. Ze behaalde twee Olympische titels.

## Carrière
Beard maakte reeds op veertienjarige leeftijd haar olympische debuut bij de Spelen van Atlanta (1996), als lid van de Amerikaanse zwemploeg. Een jaar eerder had de specialiste op de schoolslag haar internationale seniorendebuut gemaakt. In Atlanta won de Californische twee zilveren (100 en 200 meter schoolslag] én één gouden (4x100 meter wisselslag) medailles en hiermee werd ze de op een na jongste medaillewinnaar in het Olympische zwemmen. Haar jeugdige en fotogenieke uitstraling zorgden ervoor dat Beard bij dat toernooi uitgeroeide tot de lieveling van de fotografen.
Vier jaar later, bij de Olympische Spelen van Sydney won ze een bronzen medaille op de 200 meter schoolslag. Tijdens de Pan-Pacifische kampioenschappen zwemmen 2002 in Yokohoma behaalde Beard de gouden medaille op de 100 meter en de 200 meter schoolslag. In 2003 nam ze deel aan de Wereldkampioenschappen in Barcelona. Beard werd wereldkampioene op de 200 meter schoolslag in een wereldrecordtijd van 2.22,99. Zilver was er op de 100 meter schoolslag. Samen met Natalie Coughlin, Jenny Thompson en Lindsay Benko zwom Beard ook naar de zilveren medaille op de 4x100 meter wisselslag.
Haar eerste individuele gouden olympische medaille behaalde Beard in 2004 in Athene, waar ze triomfeerde op de 200 meter schoolslag. Met de Amerikaanse estafetteploeg (bestaande uit Natalie Coughlin, Amanda Beard, Jenny Thompson en Kara Lynn Joyce) legde ze beslag op de zilveren medaille in de 4x100 meter wisselslag. Op deze Spelen was Beard ook kapitein van de Amerikaanse zwemploeg.
In 2008 kon Beard zich een vierde keer kwalificeren voor de Olympische Spelen. Op de Olympische Zomerspelen 2008 eindigde ze 18e in de reeksen van de 200 meter schoolslag, waarmee ze zich niet kon kwalificeren voor de halve finales. Beard was opnieuw kapitein van de Amerikaanse zwemploeg. Tijdens de Amerikaanse trials voor de kwalificatie voor de Olympische Zomerspelen 2012 eindigde Beard 5e op de 200 meter schoolslag. Hiermee kon ze zich niet plaatsen voor haar vijfde Olympische Zomerspelen.
Beard is tevens fotomodel, en onderhield had zes jaar een relatie met de Zuid-Afrikaanse zwemmer Ryk Neethling. Het koppel beëindigde de verhouding in het voorjaar van 2005. Beard is nu getrouwd met fotograaf Sacha Brown waarmee ze twee kinderen heeft.
In 2012 bracht ze haar levensverhaal uit in het autobiografische werk "In the Water They Can't See You Cry: a memoir".

## Internationale toernooien
| Jaar | Olympische Spelen                                                          | WK langebaan                                          | WK kortebaan | PanPacs                                               | Pan-Ams       |
| ---- | -------------------------------------------------------------------------- | ----------------------------------------------------- | --- | ----------------------------------------------------- | ------------- |
| 1995 |                                                                            |                                                       | geen deelname | 100m schoolslag · 200m schoolslag · 4x100m wisselslag | geen deelname |
| 1996 | 100m schoolslag · 200m schoolslag · 4x100m wisselslag                      |                                                       | |                                                       |               |
| 1997 |                                                                            |                                                       | 5e 100m schoolslag · 9e 200m schoolslag · 4x100m wisselslag                                                                                         | geen deelname                                         |               |
| 1998 |                                                                            | geen deelname                                         | |                                                       |               |
| 1999 |                                                                            |                                                       | geen deelname | geen deelname                                         | geen deelname |
| 2000 | 200m schoolslag                                                            |                                                       | geen deelname |                                                       |               |
| 2001 |                                                                            | geen deelname                                         | |                                                       |               |
| 2002 |                                                                            |                                                       | 6e 50m schoolslag · 4e 100m schoolslag · 4e 200m schoolslag · 5e 100m wisselslag · 4x100m wisselslag                                                | 100m schoolslag · 200m schoolslag · 4x100m wisselslag |               |
| 2003 |                                                                            | 100m schoolslag · 200m schoolslag · 4x100m wisselslag | |                                                       | geen deelname |
| 2004 | 4e 100m schoolslag · 200m schoolslag · 200m wisselslag · 4x100m wisselslag |                                                       | 4e 50m schoolslag · 4e 100m schoolslag · 200m schoolslag · DQ 100m wisselslag · 4e 200m wisselslag · 4x100m wisselslag · Beard zwom enkel de series |                                                       |               |
| 2005 |                                                                            | geen deelname                                         | |                                                       |               |
| 2006 |                                                                            |                                                       | geen deelname |                                                       |               |
| 2007 |                                                                            | geen deelname                                         | |                                                       | geen deelname |
| 2008 | 18e 200 m schoolslag                                                       |                                                       | geen deelname |                                                       |               |
| 2009 |                                                                            | geen deelname                                         | |                                                       |               |
| 2010 |                                                                            |                                                       | geen deelname | 5e 100m schoolslag 5e 200m schoolslag                 |               |
| 2011 |                                                                            | 15e 100m schoolslag 11e 200m schoolslag               | |                                                       | geen deelname |

## Persoonlijke records

### Kortebaan
| Afstand         | Tijd    | Datum            | Plaats       |
| --------------- | ------- | ---------------- | ------------ |
| 50m schoolslag  | 30,77   | 8 oktober 2004   | Indianapolis |
| 100m schoolslag | 1.05,75 | 17 december 2011 | Atlanta      |
| 200m schoolslag | 2.19,72 | 17 december 2011 | Atlanta      |
| 100m wisselslag | 1.00,90 | 20 oktober 2001  | New York     |
| 200m wisselslag | 2.09,48 | 28 november 2003 | Melbourne    |

### Langebaan
| Afstand         | Tijd    | Datum            | Plaats     |
| --------------- | ------- | ---------------- | ---------- |
| 50m schoolslag  | 31,72   | 7 juli 2004      | Long Beach |
| 100m schoolslag | 1.07,42 | 22 juli 2003     | Barcelona  |
| 200m schoolslag | 2.22,44 | 7 juli 2004      | Long Beach |
| 200m wisselslag | 2.11,70 | 17 augustus 2004 | Athene     |